# Binn

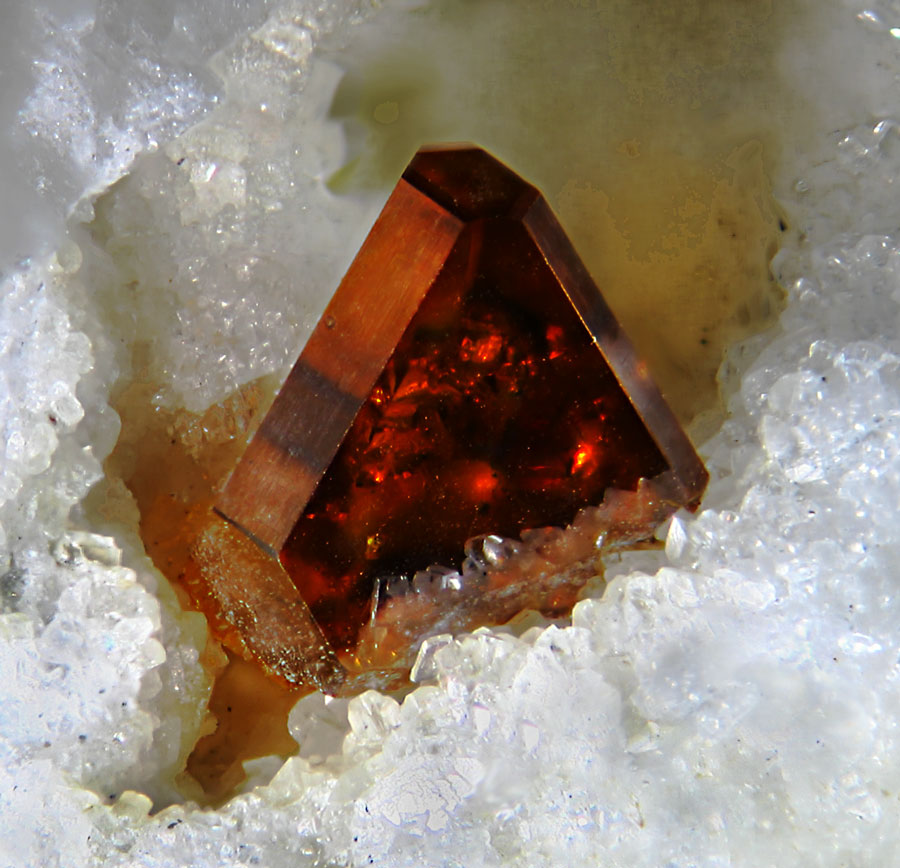
Sfaleryt wydobyty w kamieniołomie Lengenbach

Binn – (gsw. Bi) – miejscowość i gmina (Politische Gemeinde) w południowej Szwajcarii, w kantonie Valais, w okręgu (Bezirk) Goms. Leży nad rzeką Binna, w dolinie Binntal. Na terenie gminy znajduje się kamieniołom Lengenbach.
Gmina została po raz pierwszy wspomniana w dokumentach w XIII wieku jako Buen, Buyn, Bun, i Bondolun.

## Demografia
W Binn 31 grudnia 2021 roku mieszkało 125 osób. W 2010 roku 2,7% populacji gminy stanowiły osoby urodzone poza Szwajcarią.
W 2000 roku 98,1% populacji mówiło w języku niemieckim, 1,3% w języku włoskim, a 0,6% w języku francuskim.

Zmiany w liczbie ludności są przedstawione na poniższym wykresie:

## Współpraca
Miejscowości partnerskie:
- Arbon, Turgowia
- Baceno, Włochy
- Urtenen-Schönbühl, Berno